# 春秋分
春秋分（日語：イクイノックス），是日本純種競賽馬匹。生涯稱霸中長途賽事，曾以年間無敗姿態斬獲一級賽六連勝，包括2022年有馬紀念及2023年杜拜司馬經典賽、寶塚紀念和日本盃，亦包含2022年及2023年連霸之秋季天皇賞。由於其於日本國內及海外皆曾打破賽事紀錄，加上自2023年4月後就一直高居世界馬匹排名首位的優異表現，被賽馬媒體譽為「世界草地的巨人」（The Titan of the World's Turf），並於2025年被選爲日本中央競馬會殿堂馬。

## 出賽前
2019年3月23日出生於北海道安平町北部牧場。由一口馬主俱樂部Silk Racing Co. Ltd.進行馬主募集後，於北部牧場成長。
之後交由美浦訓練中心練馬師木村哲也進行訓練。

## 競賽生涯

### 2歲
2021年7月29日，因爲練馬師木村哲也騷擾騎手被暫停練馬師職務影響下，暫時轉交同屬美浦訓練中心之練馬師岩戶孝樹之馬房。
2021年8月28日，於新潟競馬場2歲新馬賽出戰，由法國籍騎師李慕華策騎。比賽中於最後直線衝出，拋離日後阪神兩歲牝馬錦標冠軍Circle of Life等對手，以6馬身之差奪得冠軍。此新馬戰中春秋分已經展現驚人末腳，爲陣營等人大爲驚喜。
2021年10月31日，重新返回木村哲也馬房進行訓練。
其後以第一人氣出戰同年11月20日舉行的GII賽事東京體育杯兩歲錦標。與新馬戰不同，春秋分在比赛中一直處於在馬群後方，在最後直線末段600米以32.9秒末腳後上超越其他馬匹，奪得生涯第一個分級賽冠軍。

### 3歲
按照計劃，春秋分3歲第一場比賽爲三冠賽事第一關皋月賞。僅次於於上年最佳兩歲雄馬勝局在望及以無敗姿態奪得三級賽共同通信盃冠军之野田猛鯨，成爲第三人氣。賽事中，春秋分由外欄移至中路，以第三名進入最後直路。雖然以出色的反應力壓衆多馬匹，但最後關頭被同馬房、由外檔而上之地標圖形擊敗，獲得第二。

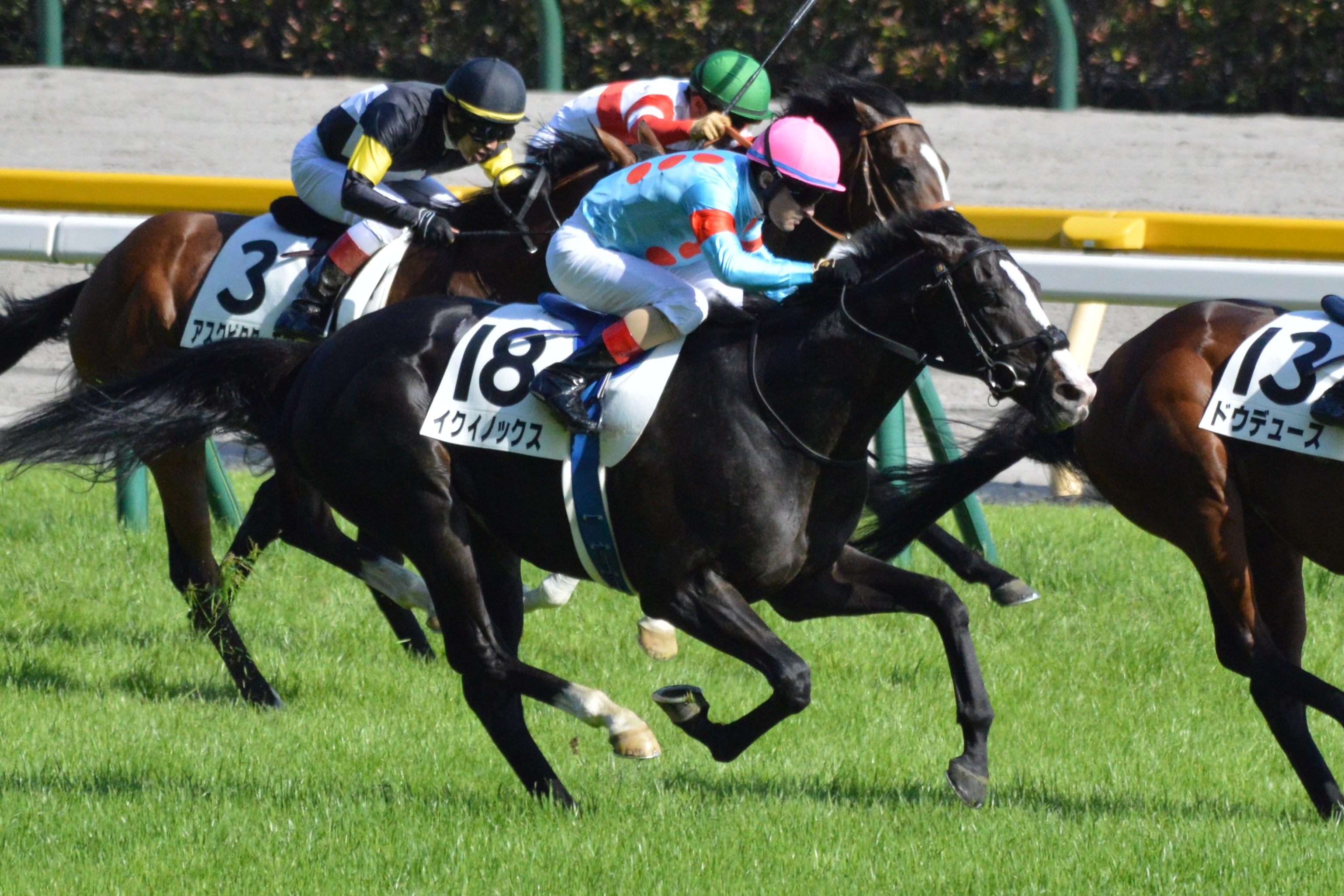
出戰東京優駿（日本打吡）的春秋分

5月29日出戰東京優駿（日本打吡），人氣僅次於在皋月賞中獲得第四名之野田猛鯨。比賽中春秋分一直處於後方，最后直路才於倒數第三名的位置，以所有馬匹中最快的600米33.6末腳爬升，唯仍然不及冠軍勝局在望，繼皋月賞之后再次排名第二。
打吡後陣營宣佈放棄三冠尾關菊花賞，轉戰秋季天皇賞，和一衆年長馬匹決戰。

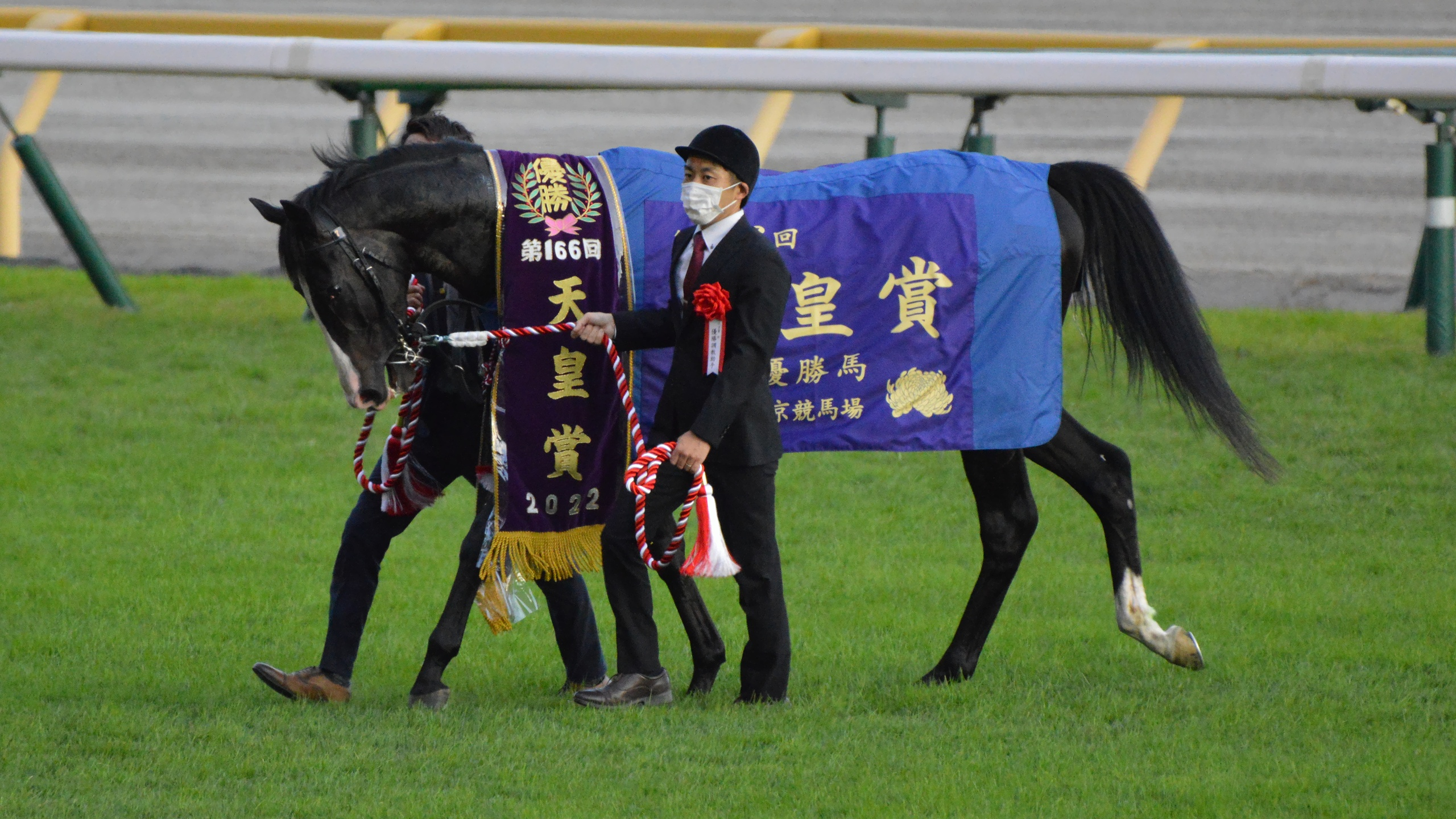
秋季天皇賞頒獎儀式

10月30日，春秋分按計劃出戰秋季天皇賞。賽事初段，前方的本初之海選擇領放戰術，以驚人之57.4秒通過1000米標示（此時間與無聲鈴鹿1998年一戰相同，因而被馬迷稱謂歷史重現）。當主馬群進入最後直路時，本初之海經已領先約15馬身。然而春秋分再次展現驚人的末腳，以600米32.7秒之速度追趕，於終點線前壓過本初之海，以1馬位之差奪得第一場一定級賽勝利。爲繼前一年的樂透心之后，成爲第五匹奪得秋季天皇賞冠軍的3歲馬（前三匹為1937年之Happy Might、1996年之吹波糖和2002年之吉兆），亦成爲日本賽馬史上奪得秋季天皇賞時出戰場數最少的一匹馬。
其後陣營宣佈春秋分將參加有馬紀念，賽前投票以294,688票成爲第三名。

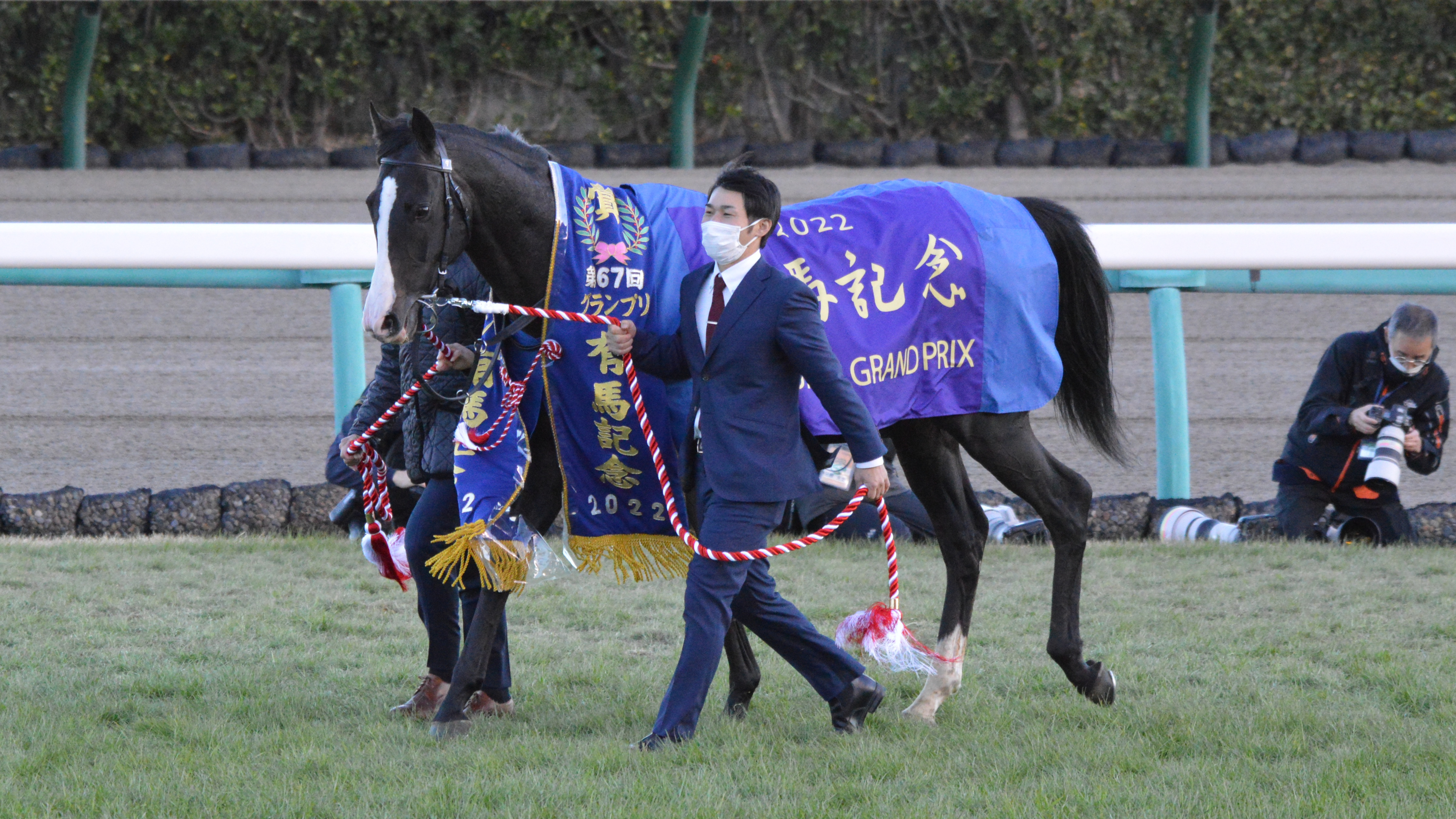
有馬紀念頒獎儀式

12月25日，以獨贏2.3倍第一人氣出戰有馬紀念。同場勁敵有2021年日本馬王樂透心、2022年春季天皇賞及寶塚紀念冠軍領銜、2022年女皇伊利沙伯二世盃冠軍吉典娜、2022年大阪盃冠軍菜圃向榮以及2022年日本盃冠軍飄揚青帆。強敵環伺之下，春秋分選擇無視領銜於前頭之領放，以慢速節奏停留於中後方。於第三彎道，騎師李慕華開始指揮春秋分發力，並於第四彎道進佔前方位置。進入最後直路后，春秋分繼續加速拋離所有對手，最終以2 1/2馬位獲勝。春秋分再次計前一年樂透心之後，成爲又一匹奪得有馬紀念的3歲馬，亦成爲日本賽馬史上第一匹僅出戰六次就奪得有馬紀念的馬匹。除此之外，春秋分還成功達成了與父親北部玄駒之間的父子有馬紀念制霸。賽後，因當時現場評述員青嶋達也於春秋分衝線時候說出的一句：「天才少年的實力在中山也同樣適用」（天才少年、中山でも強し！），所以春秋分也被馬迷稱爲「天才少年」。
因爲秋季天皇賞以及有馬紀念的表現，春秋分以285票當選最佳3歲雄馬以及282票當選日本馬王。

### 4歲
2023年1月17日，春秋分於國際評選中，和澳洲賽駒綠化帶並列第三，排名第一爲美國賽駒航線，排名第二爲英國賽駒勝千里，但由於航線及勝千里均於2022年年末退役，因此「春秋分」被視爲現役世界最強馬匹。
此外，陣營宣佈春秋分2023年第一個目標將定爲杜拜司馬經典賽，進行初次海外遠征。因而陣營收到邀請後隨即接受，意味春秋分將正式和世界強豪決戰，而騎師將會繼續爲由新馬戰開始一直夥拍至今之李慕華。
3月末，按照計劃出戰杜拜司馬經典賽，同場對手不但有上屆盟主大帝，更有上年度育馬者盃草地大賽冠軍桀驁之戀、上年度香港瓶冠軍瑪蓮必勝及應屆香港最佳長途馬將王等強敵。賽事開始後，春秋分並沒選擇和往常一樣的留後戰術，而是搶佔前位放頭。其後，春秋分一直領放，以62秒左右的慢步速帶領馬群通過1000米標示。進入第四彎道時，春秋分開始加大發力，並於最後直路繼續加速，不斷拉開和後方馬匹的距離。最後200米時候，春秋分腳程未見疲倦，依然保持大約5馬位的優勢，即使第二名的韋氏奮力直追兼春秋分提早減速，依然無阻其以3 1/2馬位、破紀錄的2分25.65秒奪得生涯第三個一級賽冠軍。本次比賽對於騎師李慕華亦意義重大，皆因距離上次李慕華勝出杜拜司馬經典賽已經要追溯到2006年策騎真心呼喚，而本屆賽事開始前兩週前真心呼喚因不能站立離世，因此本次比賽的勝利，為李慕華對真心呼喚的最好告別。而由於其在直路拉開對手時表現過於強大，因而使現場旁述員Larry Collmus以「這就是世界草地的巨人。這就是春秋分！」（Here's the Titan of the World's turf. He is Equinox!）作爲形容，因而其亦獲得以上稱號。

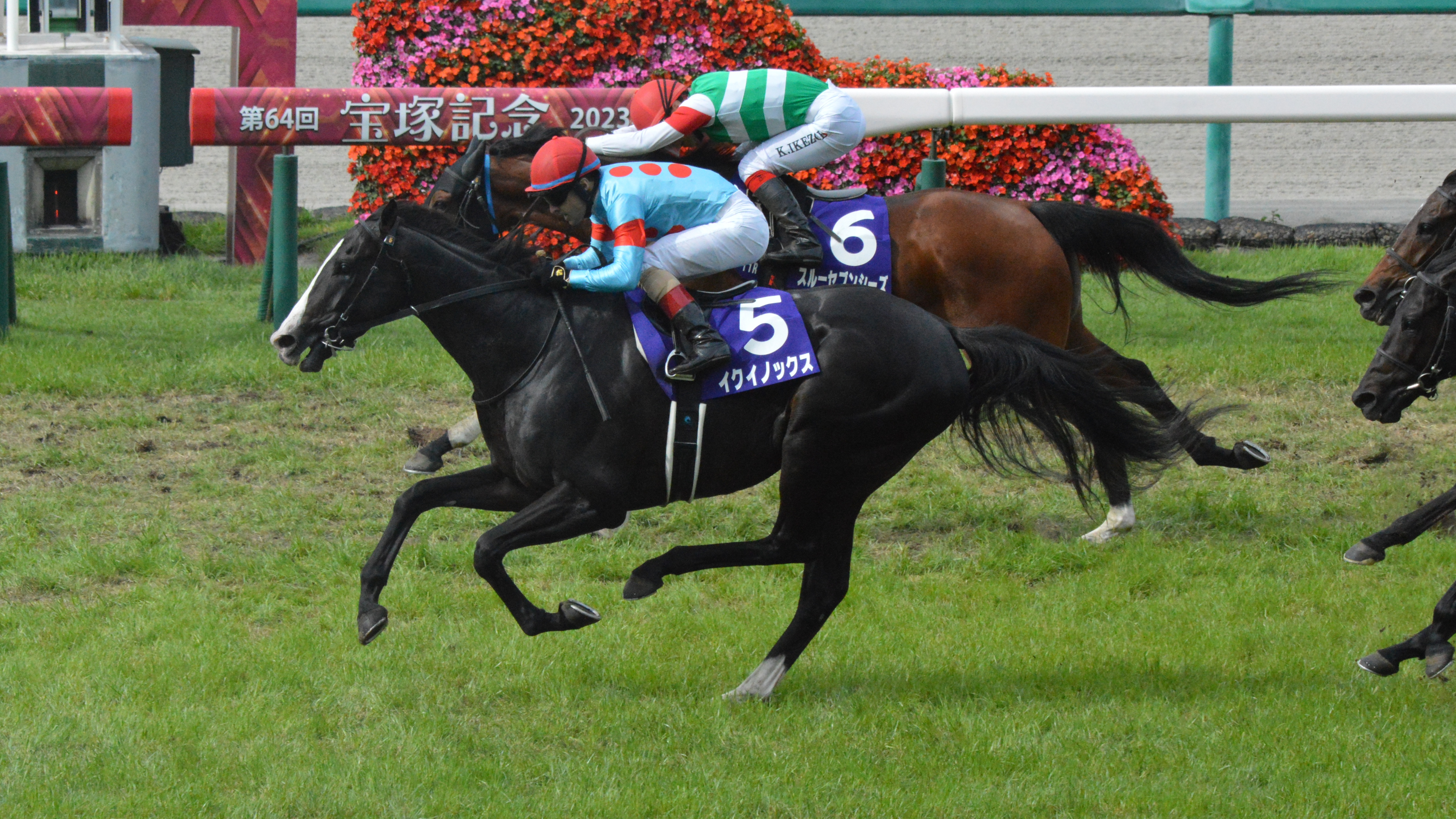
出戰寶塚紀念的春秋分

6月25日以馬迷投票第一名出戰寶塚紀念，賽前以1.3倍獨贏賠率獲得壓倒性的第一人氣。比賽開始後，所有馬匹起步較爲均一，前方由皇室徽號及盡得真傳帶出，春秋分則因爲出閘後稍爲跌撞而未能搶佔先頭位置。，需要於後方約莫尾二的位置追走。進入對面直路，其仍然處於後方位置，但此時騎師李慕華開始指揮其慢慢爬升，通過第四彎道後抽出外檔繼續加速。進入直路後，其處於外檔位置不斷衝刺，於直路中段透出領先後繼續加速，最終成功以頸位優勢壓過同爲後上馬的遊遍汪洋取得第四個一級賽優勝。

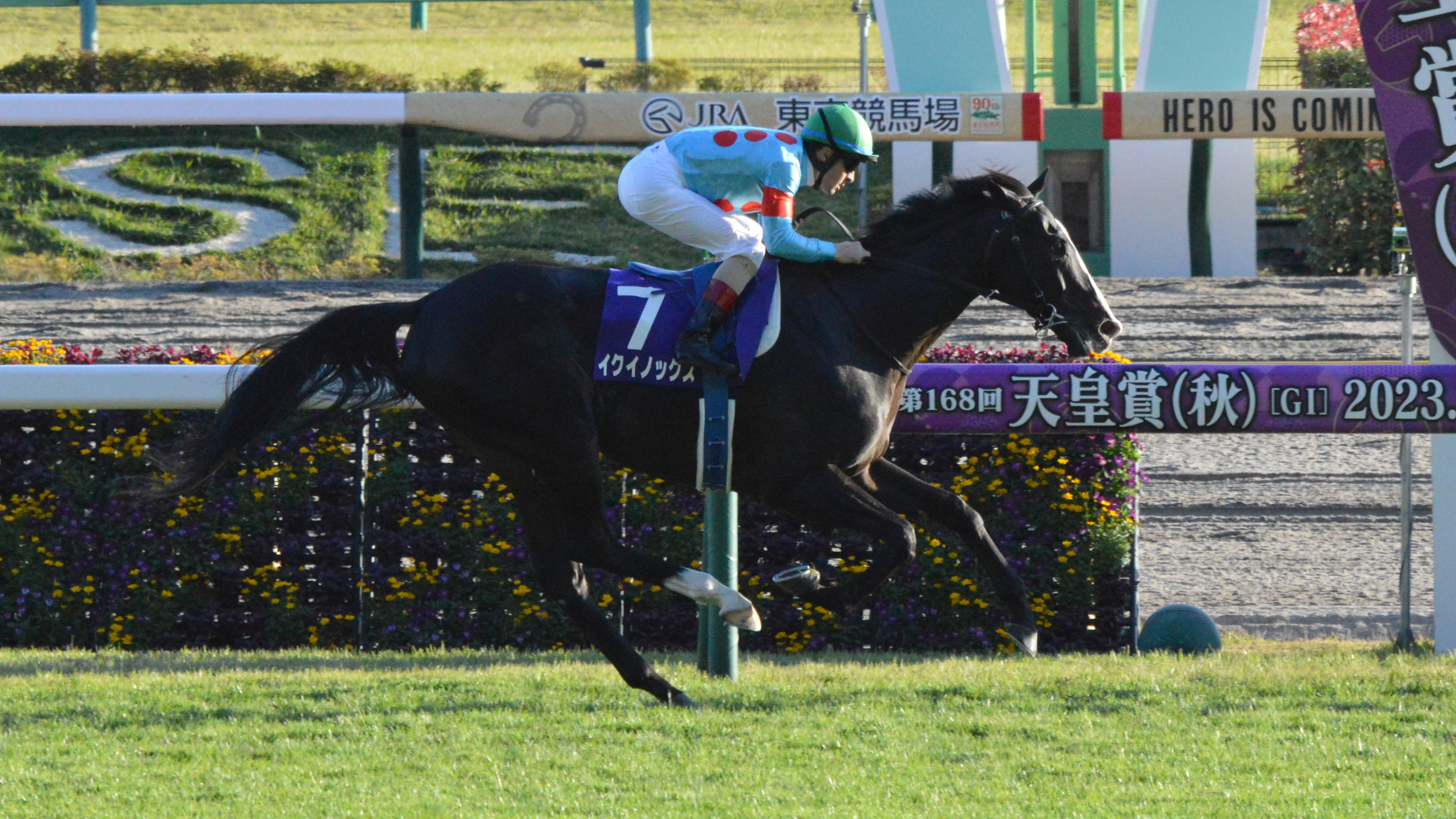
出戰秋季天皇賞的春秋分

入秋後以秋季天皇賞作爲起動戰劍指連霸，賽前以1.3倍獨贏賠率取得壓倒性第一人氣。比賽開始後，其搶佔先頭位置跟隨前方的金積驥及地神力推進。進入直路後，其稍爲於外檔位置穩步加速，於最後300米超越前方的對手取得領先，其後繼續保持衝刺下不斷拉開後方賽駒，最終成功達成連霸，而其1分55.2秒的完賽時間不但將2011年東瀛佐敦創立的秋季天皇賞紀錄推前0.9秒，更打破世界草地2000米紀錄。順帶一提，由於本屆賽事爲令和時代首次天覽競馬，因而騎師李慕華完賽後，連同馬主代表向天皇德仁及皇后雅子所在的貴賓席脫帽敬禮，甚至春秋分本馬亦有低頭致敬的動作。
11月26日出戰日本盃，賽前獲得壓倒性的第一人氣。比賽開始後，其順利出閘並進佔內欄第三的位置緊跟領銜推進，亦無視前方本初之海的快放。比賽途中，其面對本初之海做出的超快步速，其仍然選擇繼續於第三的位置跟前，並稍微放緩步伐以等待時機。進入直路後，其繼續於內欄位置衝刺，於最後400米左右進入全速狀態並於最後約莫200米超越前方的本初之海及領銜取得領先，最終其亦不斷拉開距離，成功抵擋本年度三冠馬自由島及上年度二冠雌馬星映天下的追擊，以4馬位優勢取得一級賽六連勝，亦以高達22億1544萬6100日圓的總獎金超越杏目成爲日本獎金王，更爲日本賽馬史上首匹總共獲得超越20億獎金的賽駒。
11月30日，陣營宣佈其退役的消息，並於12月16日在中山競馬場舉行退役儀式。
年末，因其於年間以絕對的姿態橫掃國內外四場一級賽勝利並屢屢打破紀錄，因而於評選中而幾乎全票的294票當選最佳4歲及以上雄馬，亦以293票蟬聯日本馬王。

### 詳細賽績
| 日期       | 舉辦國家 | 馬場 | 距離   | 級別 | 賽事名稱           | 負重 | 騎師   | 馬號 | 出馬 | 名次 | 時間    | 頭馬（二馬）    |
| ---------- | -------- | ---- | ------ | ---- | ------------------ | ---- | ------ | ---- | ---- | ---- | ------- | --------------- |
| 28/8/2021  | 日本     | 新潟 | 草1800 |      | 2歲新馬            | 54   | 李慕華 | 2    | 15   | 1    | 1:47.4  | （Men at Work） |
| 20/11/2021 | 日本     | 東京 | 草1800 | GII  | 東京體育盃兩歲錦標 | 55   | 李慕華 | 1    | 12   | 1    | 1:46.2  | （旭升）        |
| 17/4/2022  | 日本     | 中山 | 草2000 | GI   | 皋月賞             | 57   | 李慕華 | 18   | 18   | 2    | 1:59.8  | 地標圖形        |
| 29/5/2022  | 日本     | 東京 | 草2400 | GI   | 東京優駿           | 57   | 李慕華 | 18   | 18   | 2    | 2:21.9  | 勝局在望        |
| 30/10/2022 | 日本     | 東京 | 草2000 | GI   | 秋季天皇賞         | 56   | 李慕華 | 7    | 15   | 1    | 1:57.5  | （本初之海）    |
| 25/12/2022 | 日本     | 中山 | 草2500 | GI   | 有馬紀念           | 55   | 李慕華 | 9    | 16   | 1    | 2:32.4  | （喜運英豪）    |
| 25/3/2023  | 阿聯酋   | 美丹 | 草2410 | GI   | 杜拜司馬經典賽     | 56.5 | 李慕華 | 7    | 10   | 1    | 2:25.65 | （韋氏）        |
| 25/6/2023  | 日本     | 阪神 | 草2200 | GI   | 寶塚紀念           | 58   | 李慕華 | 5    | 17   | 1    | 2:11.2  | （遊遍汪洋）    |
| 29/10/2023 | 日本     | 東京 | 草2000 | GI   | 秋季天皇賞         | 58   | 李慕華 | 7    | 11   | 1    | 1:55.2  | （駿天宮）      |
| 26/11/2023 | 日本     | 東京 | 草2400 | GI   | 日本盃             | 58   | 李慕華 | 2    | 18   | 1    | 2:21.8  | （自由島）      |

## 退役後
2025年6月16日，春秋分被選出為日本中央競馬會第38匹殿堂馬，在158票當中取得143票。
退役後，春秋分成為了配種馬，於北海道安平町社台Stallion Station休養，在2024進行配種，配種費爲2000萬日圓，首批子嗣將於2025年出生。首批子嗣可於2027年出賽。

## 血統簡介
父系為一級賽七勝、2016及2017年日本馬王北部玄駒，祖父Black Tide雖二十二戰只得三勝，但血統上並不俗，為日本最強賽馬之一、「平成之飛馬」大震撼的全兄。
母系Chateau Blanche為日本賽駒，成績不算突出，但也曾勝出三級賽。外祖父為2000年高松宮紀念冠軍、被譽為98黃金世代之一的帝皇光輝（同屬98黃金世代的馬匹有特別週、星雲天空、神鷹和草上飛）。

### 血統表
| 父線：週日寧靜系（Halo系）              |                             |                |                 |
| 種馬 北部玄駒 2012年（棗色）            | Black Tide 2001年（深棗色） | 週日寧靜       | Halo            |
| 種馬 北部玄駒 2012年（棗色）            | Black Tide 2001年（深棗色） | 週日寧靜       | Wishing Well    |
| 種馬 北部玄駒 2012年（棗色）            | Black Tide 2001年（深棗色） | 風中秀髮       | Alzao           |
| 種馬 北部玄駒 2012年（棗色）            | Black Tide 2001年（深棗色） | 風中秀髮       | Burghclere      |
| 種馬 北部玄駒 2012年（棗色）            | Sugar Heart 2005年（棗色）  | 櫻花進王       | Sakura Yutaka O |
| 種馬 北部玄駒 2012年（棗色）            | Sugar Heart 2005年（棗色）  | 櫻花進王       | Sakura Hogaromo |
| 種馬 北部玄駒 2012年（棗色）            | Sugar Heart 2005年（棗色）  | Otome Gokoro   | Judge Angelucci |
| 種馬 北部玄駒 2012年（棗色）            | Sugar Heart 2005年（棗色）  | Otome Gokoro   | Tizly           |
| 繁殖雌馬 Chateau Blanche 2010年（棗色） | 帝皇光輝 1995年（棗色）     | 勇舞           | 利法爾          |
| 繁殖雌馬 Chateau Blanche 2010年（棗色） | 帝皇光輝 1995年（棗色）     | 勇舞           | Navajo Princess |
| 繁殖雌馬 Chateau Blanche 2010年（棗色） | 帝皇光輝 1995年（棗色）     | Goodbye Halo   | Halo            |
| 繁殖雌馬 Chateau Blanche 2010年（棗色） | 帝皇光輝 1995年（棗色）     | Goodbye Halo   | Pound Foolish   |
| 繁殖雌馬 Chateau Blanche 2010年（棗色） | Blancherie 1998年（棗色）   | 東來兵         | Kampala         |
| 繁殖雌馬 Chateau Blanche 2010年（棗色） | Blancherie 1998年（棗色）   | 東來兵         | Severn Bridge   |
| 繁殖雌馬 Chateau Blanche 2010年（棗色） | Blancherie 1998年（棗色）   | Maison Blanche | 聲稱            |
| 繁殖雌馬 Chateau Blanche 2010年（棗色） | Blancherie 1998年（棗色）   | Maison Blanche | Blanche Reine   |
| 雌系：號族：16-b                        |                             |                |                 |
| 五代內近親交配：利法爾 5×5×4、Halo 4×4  |                             |                |                 |

## 命名由來
名字Equinox（イクイノックス）是天文學中的分點，代表晝夜時間等長的日子，聯想自於父系北部玄駒名字中的「黑」和母系Chateau Blanche（法語中有白色城堡之意思）名字中的「白」的結合下，從而再引申出晝夜等分的意思，香港則按此意思，以「春秋分」作為翻譯。

## 外部連結
- 春秋分 netkeiba.com （页面存档备份，存于）
- 血統表 （页面存档备份，存于）